# Белопаланачка бањица
43° 14′ 33″ С; 22° 20′ 28″ И / 43.2425° С; 22.341111° И
Белопаланачка бањица је најјачи термо – минерални извор у средњем Понишављу у сливу реке Нишаве.

## Положај
Белопаланачка бањица налази се испод Малог курила код Беле Паланке, на надморској висини од око 290 m, на јужном ободу централног дела Белопаланачке котлине, уз сам урбани део административног центра средњег Понишавља и наслања се на падине Малог курила, поред пута Виа милитарис, у општини Бела Паланка у Пиротском управном округу.

## Историја
Лековитост извора Белопаланачка бањица била је позната још из периода Римљанима. О томе сведоче ископане глинене цеви, којима је довођена вода до купатила у утврђеном граду, за време цара Константина. Такође постоје подаци да је вода извора Бањица испитивана још крајем 20. века, од стране домачих и страних стручњака, и већ тада је истакнута њена лековитост.
Воду са чесме подигнуте на главном извору користили су, као лековиту, мештани Беле Паланке и пролазници са међународног, цариградског пута.
С.

## Географске одлике
Белопаланачка бањица избија у северном подножју Малог Курила на морфолошкој граници дна Белопаланачке котлине и њеног јужног обода. Вода избија из кречњака у висини алувијалне равни Нишаве разливајући се у виду пиштаљина. Главни извор избија у кругу бивше фабрике текстилних машина „Будућност“, на око 290 m надморске висине.
Ово извориште које је разбијеног типа, настаје на додиру дна котлине и кречњачког обода тако да је тешко проценити његову издашност (која је процењена на 6 l/s). Колебање издашности је значајно и верује се да долази до мешања са подземним крашким водама, на шта указује и колебање температуре воде
Истражном бушотином дубине од 100 m утврђено је да на дубинама већим од 50 m температура воде има константну вредност која износи 19⁰C. Издашност се повећава са порастом дубине и износи 35 l/s на дубини од 50 m, а 60 l/s на 100 m дубине.

## Особине воде
Хемијске особине воде
Хемијске особине воде извора Бањица, показују следеће вредности:
| Јонски састав воде    | Минерални састав воде                   |
| --------------------- | --------------------------------------- |
| Катјони               | Ca - 98,5, Mg - 9,1, Na - 4,2, KO - 0,9 |
| Анјони                | NaCO3 - 336,8, Cl - 7,5, SO4 - 5,0 mg/l |
| Укупна минерализација | 545 mg/l.                               |

Балнеолошка својства воде
Извор Бањица, са температуром која се креће у опсегу од 16,5 — 17,5 °C, припада типу земноалкалних вода. Балнеолошка испитивања показују да се вода може користити за лечење следећих болести и стања:
- Хронична упала желуца и дванаестопалачног црева, функционалне гастропатије и хроничне ентеропатије
- Билијарне дискинезије и
- Микроуролитијазе.

Постоје веровања и да вода утиче на побољшање вида. Извршене анализе указују да је квалитет воде са извора Бањица висок.
Вода са овог извора може да се користи како за пиће и у терапеутске сврхе на самом извору, или да се флашира и тако доставља на тржиште.